# Anolis maynardii
Anolis maynardii (аноліс Мейнарда) — вид ігуаноподібних ящірок родини анолісових (Dactyloidae). Ендемік Кайманових Островів. Вид названий на честь американського натураліста і орнітолога Чарльза Джонсона Мейнарда.

## Поширення і екологія
Аноліси Мейнарда є ендеміками острова Малий Кайман в групі Кайманських островів.